# وحدة تسخين بالنظائر المشعة

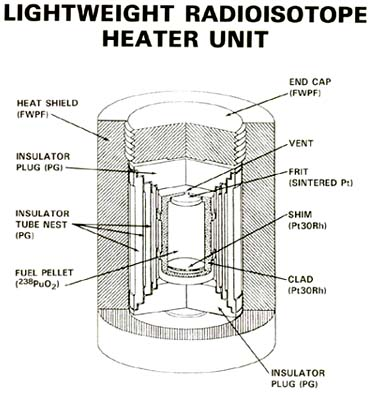
مقطع يبين تركيبة وحدة تسخين بالنظائر المشعة.

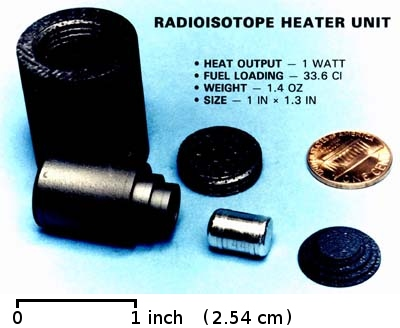
أجزاء وحدة تسخين بالنظائر المشعة بالمقارنة بحجم 1 سنت أمريكي

وحدة تسخين بالنظائر المشعة  Radioisotope heater unit هي وحدات تستخدم في مركبات الفضاء الغير مأهولة والمسبارات حيث عن طريق التحلل النووي ل[[نظائر مشعة تنشأ حرارة تـُستغل في تدفئة الأجهزة الحساسة للبرودة حتى لا تفسد وتستطيع القيام بعملها في درجة حرارة معتادة. يحمل بعض أنواع المركبات الفضائية الغير مأهولة مثل تلك الوحدات، وكذلك يمكن أن يحملها مركبة إنزال أو متجول (استكشاف الفضاء) التي تتجول على سطح كوكب أو نيزك أو القمر وتـُجري قياساتها عليه.

## تركيبها
تعتمد نوع وكمية المادة المشعة في وحدة التسخين على مدة البعثة. وحدات التسخين تلك التي تنتجها الولايات المتحدة تحتوي على قرص وزنه 7و2 جرام من ثاني أكسيد البلوتونيوم. تلك المادة تكون محفوظة في حافظة من سبيكة البلاتين والروديوم، وهذه تكون بالتالي محفوظة في عازل من الجرافيت؛ وأخيرا يحفظ هذا النظام في حافظة أخري من الجرافيت. بذلك تصبح كوحدة التسخين النووية بما فيها من حافظات نحو 40 جرام. مقاييس وحدة التسخين هذه يكون طولها 2و3 سنتيمتر وذات قطر 6و2 سمتيمتر، وتبلغ قدرتها الحرارية 1 واط.

## الفرق بينها وبين بطارية نظائر مشعة
بعكس بطارية نظائر مشعة التي تستخدم لإنتاج تيار كهربائي في مسبار، فإن وحدة التسخين تستغل الحرارة الناشئة من التحلل النووي لتدفئة الأجهزة، حيث تهبط درجة الحرارة في الفضاء إلى درجات لا تستطيع الأجهزة العلمية أن تعمل فيها. بهذا تبقى درجة حرارة الأجهزة في المسبار أو المركبة الفضائية مناسبة لعمل الإلكترونيات والأجهزة فيها. أما البطاريات التي تعمل لنزويد الأجهزة بالكهرباء فهي الأخرى تتسم بكفاءة منخفضة في توليد الكهرباء من حرارة التحلل الإشعاعي، فالجزء من الحرارة الغير مستغل في إنتاج الكهرباء يمكن أن يقوم بتدفئة الأجزاء الحساسة للبرودة. وحدة التسخين تكون عادة أصغر من البطارية التي تعمل بالنظائر المشعة.
فمثلا المتجول يوتو الذي أرسلته الصين إلى القمر على متن المسبار الفضائي تشانغ إي-3 كان يحمل وحدة تسخين بالنظائر المشعة لكي تقوم بتدفئته خلال ليل القمر، أما أثناء نهار القمر فكان يستعين بألواح شمسية للعمل نهارا. وكان المسبار تشانغ إي-3 (المركبة الأم) يحمل بطارية نظائر مشعة كبيرة تكفي لإنتاج الكهرباء والتدفئة فيه.

## استخداماتها
في الجزء الخارجي للمجموعة الشمسية تكون درجة الحرارة منخفضة بشدة بحيث تحتاج المركبات الفضائية والمسبارات وومركبات الإنزال إلى تدفئة أجزائها الحساسة للبرودة بواسطة وحدات تسخين بالنظائر المشعة، حتى ولو كانت مزودة ببطارية بالنظائر المشعة لتوليد الكهرباء. عند استخدام مركبات الفضاء والمسبارات لبطارية نظائر مشعة في الجزء الخارجي للمجموعة الشمسية كان استخدام وحدات التسخين مطبقا حتى الآن، بغرض عدم تعريض الأجهزة للبرودة الشديدة. إذ أن التيار الكهربائي للبطاريات لا يكفي إلا لفترة قصيرة خلال فترة أخذ القياسات. أما في الجزء الداخلي للمجموعة الشمسية فتإتخدم مركبة الإنزال والمسبار المتجول لحركتها وقياساتها على سطح الكواكب والأقمار وحدات التسخين بالنظائر المشعة، من أجل عدم التعرض للبرودة أثناء غياب الشمس؛ حتى ولو كانت تستخدم الألواح الشمسية. نظم المراكم لتخزين الطاقة والتسخين خلال الليل تكون في العادة ثقيلة.
استخدم الاتحاد السوفييتي وحدات تسخين في المسبار المتجول لوناخود 2 الذي استخدم البلوتونيوم 210Po, واستخدمت الولايات المتحدة البلوتونيوم 238Pu
في وحدات التسخين في مسباراتها المتجولة إلى المريخ. واستخدمت الصين الشعبية أيضا البلوتونيوم-238 في وحدات التسخين للمتجول يوتو، لكي لا يبرد خلال الليلة القمرية التي يبلغ طولها 14 يوما.
| السنة | الاسم       | البعثة                  | العدد | النظير المشع |
| ----- | ----------- | ----------------------- | ----- | ------------ |
| 1969  | 15 Watt RHU | EASEP                   | 2     | 238Pu        |
| 1970  | V3-R70-4    | لوناخود 1               | ?     | 210Po        |
| 1972  | RHU         | بيونير 10               | 12    | 238Pu        |
| 1973  | V3-R70-4    | لوناخود 2               | ?     | 210Po        |
| 1973  | RHU         | بيونير 11               | 12    | 238Pu        |
| 1977  | RHU         | فوياجر 1                | 9     | 238Pu        |
| 1977  | RHU         | فوياجر 2                | 9     | 238Pu        |
| 1989  | RHU         | غاليليو المداري         | 103   | 238Pu        |
| 1989  | RHU         | المسبار غاليليو المتجول | 17    | 238Pu        |
| 1996  | RHU         | مارس باثفايندر المتجول  | 3     | 238Pu        |
| 1997  | RHU         | كاسيني المداري          | 82    | 238Pu        |
| 1997  | RHU         | المتجول هويغنز          | 35    | 238Pu        |
| 2003  | RHU         | سبيريت                  | 8     | 238Pu        |
| 2003  | RHU         | أوبورتيونيتي            | 8     | 238Pu        |
| 2011  | RHU         | مختبر علوم المريخ       | ?     | 238Pu        |
| 2013  | ?           | يوتو                    | ?     | 238Pu        |

## اقرأ أيضا
- بطارية نظائر مشعة